# Ludwig Volrad Jüngst
Ludwig Volrad Jüngst ( 1804 - 1880 ) fue un botánico alemán.

## Algunas publicaciones

### Libros
- 1837. Flora von Bielefeld: zugleich die Standorte der seltneren Pflanzen im übrigen Westfalen enthaltend (Flora de Bielefeld: localizaciones de las plantas más raras en el resto de Westfalia). 358 pp.leer
- 1843. Die deutsche Rechtschreibung (Ortografía alemana). 295 pp.leer
- 1852. Flora Westfalens. Ed. A. Helmich, Bielefeld. xvii + 438 pp.

- La abreviatura «Jüngst ó Juengst» se emplea para indicar a Ludwig Volrad Jüngst como autoridad en la descripción y clasificación científica de los vegetales.[1]